# Wilhelm von Mirbach-Harff
Wilhelm Graf von Mirbach-Harff (ur. 2 lipca 1871, zm. 6 lipca 1918) – niemiecki dyplomata, ambasador Niemiec w Rosji sowieckiej.
Wilhelm von Mirbach pochodził z nadreńskiej rodziny szlacheckiej. Od 1908 do 1911 roku był pracownikiem ambasady w Sankt Petersburgu, a następnie doradcą do spraw politycznych w placówce w Bukareszcie. W 1915 roku został ambasadorem w Atenach. Brał udział w negocjacjach niemiecko-sowieckich w Brześciu od grudnia 1917 do marca 1918 roku. Po zawarciu traktatu pokojowego od 2 kwietnia 1918 był ambasadorem Cesarstwa Niemieckiego w Rosji Sowieckiej.
Zginął w zamachu przeprowadzonym przez lewicowego eserowca, Jakowa Blumkina. Śmierć ambasadora miała być powodem do zerwania przez Niemcy pokoju brzeskiego. Po zamachu Włodzimierz Lenin podjął decyzję o aresztowaniu komitetu centralnego partii lewicowych eserowców, wezwano go także natychmiast do ambasady niemieckiej, by przeprosił za zamach.